# 劉澭
刘澭（759年—808年），唐朝幽州昌平人，卢龙节度使刘怦次子，刘济母弟。
刘澭喜读书，有武艺，轻财爱士，能得人死力。事奉朱滔，常陈说君之理。刘怦为卢龙军节度使，病重将死，刘澭在父侧侍汤药未尝离，以父命召其兄刘济自莫州回到幽州，得授节度使。刘济感谢刘澭尊奉自己，刘澭为瀛州刺史，也许诺以刘澭在之后继承自己。其后刘济乃以其子为副大使。刘澭于是怨恨刘济，请以所部为天子戍守陇西，发兵一千五百、男女万余口驰归京师，没有人敢违令。唐德宗宠信他，特授秦州刺史，屯守普润县。军中不设音乐。体恤士卒，士卒得病，亲去存问遗愿，不幸而死，痛哭。唐顺宗传位唐宪宗，称太上皇，有方士罗令则去见刘澭，妄言废立，刘澭把他抓起来。罗令则又说他的同党很多，约以唐德宗安葬时伺机而动。刘澭枷锁罗令则送京师长安，将他杖死。后录功，赐军额保义。其军蕃戎畏怕，不敢入寇，常有收复河湟之志，多次向朝廷上言。封彭城郡公。得病後，登记士马求派人替代。返回时，元和二年十二月，在途中去世，年四十九岁，赠尚书右仆射，谥景。

## 延伸阅读
[在维基数据编辑]
 《新唐書·卷148》，出自《新唐書》